# Kaštelanski zaliv
Kaštelanski zaliv (hrv. zaljev) je zaliv v Jadranskem morju na Hrvaškem. Znan je tudi po imenu Lintar.
Zaliv je izrazito zaprt. Na severu in severovzhodu ga zapira celina, na jugu Splitski polotok, na zahodu in jugozahodu pa Trogir in otok Čiovo.
Na obali zaliva so naslednja mesta oziroma naselja: Kaštela (mestna občina, sestavljena iz naselij z imenom Kaštel ...), Solin, Split, Trogir, Vranjic, Arbanija, Slatine, Mastrinka, Divulje, Bijaći in Sveti Kajo, do 7. stoletja pa tudi rimsko mesto Salona, katerega ostanke je še mogoče videti blizu Solina. 
V zaliv se v Solinu izlivata reka Jadro in potok Pantana pri Trogirju. V zalivu so tudi številni manjši otoki, kot so Školjić, Galera, Barbarinac in čer Šilo.